# Фруктовый чай

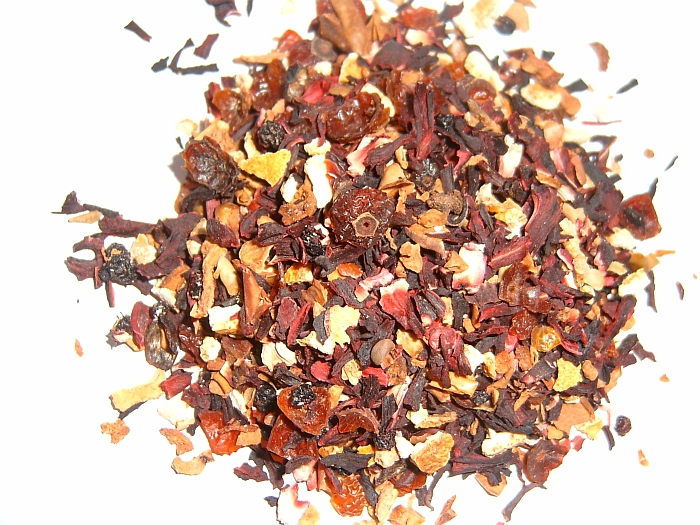
Рассыпной фруктовый чай

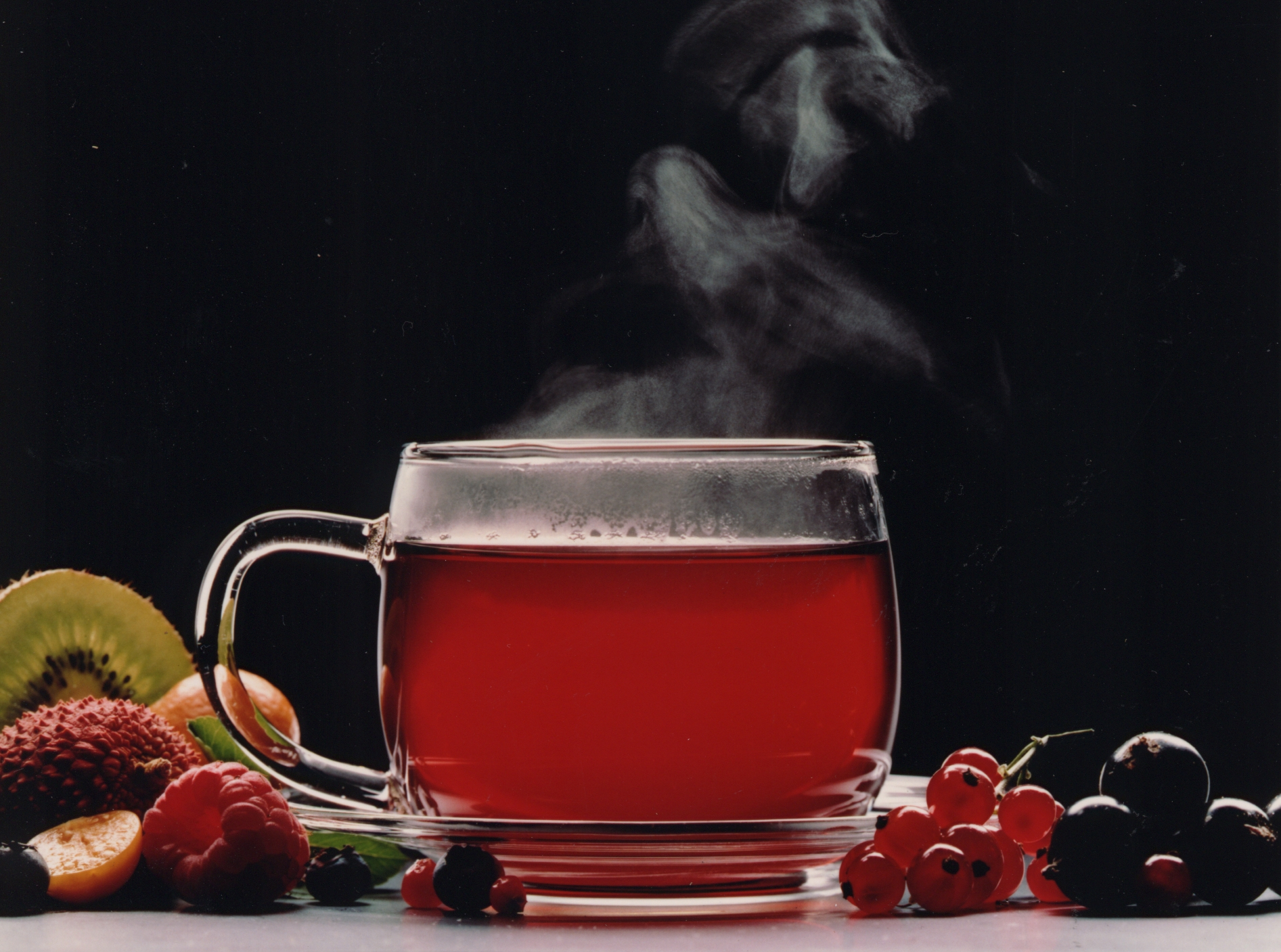
Чашка фруктового чая

Фруктовый чай — смесь различных видов обжаренного растительного сырья с добавлением рафинадной патоки и фруктовых эссенций. При заваривании фруктового чая кипятком получается горячий напиток — приятный фруктовый настой коричневого или тёмно-коричневого цвета с кисловато-горьковатым вкусом, который употребляют с сахаром и обычно без молока. Заменяет натуральный чай, почти не уступает ему по питательности, но не содержит алкалоидов (танина и кофеина). Фруктовый чай обладает высокой экстрактивностью, лёгкой и полной усвояемостью, содержит витамины C, B1, B2, PP. В СССР фруктовый чай производили в 14 наименованиях, в том числе: абрикосовый, апельсиновый, грушевый, земляничный, клубничный, лимонный, малиновый, медовый, ягодный, урюковый, черёмуховый, яблочный.
Фруктовый чай производят из диких сортов яблок и груш, поскольку они обладают по сравнению с культурными сортами большей кислотностью, необходимой для полноты вкуса, и цикория. Фруктовые и ягодные компоненты и фруктовые эссенции дополняют букет и аромат. При производстве фруктового чая исходное сырье очищают, обжаривают, дробят на крупку и смешивают согласно рецептуре. Патоку в горячем виде добавляют в смесь для получения прессованного фруктового чая, который фасуют в брикетах. Патока выполняет цементирующую функцию и обладает питательными свойствами. При обжарке в растительном сырье происходят глубокие изменения веществ: вода испаряется, сахара карамелизируются, белки и другие вещества разлагаются, увеличивается количество веществ, растворимых в воде. В цикории при высокой температуре происходит гидролиз инулина, который частично переходит во фруктозу.